# نظام خارج السبيل الهرمي
النظام خارج السبيل الهرمي أو النظام خارج الهرمي أو الجهاز خارج الهرمي في علم التشريح هو جزء من الشبكة العصبية للنظام الحركي، مهمته هي الحركات التلقائية، ويسمى بالنظام خارج السبيل الهرمي لتمييزه عن السبيل الهرمي (الذي يخرج من قشرة المخ الحركية والمار عبر الأهرامات النخاعيى ة الموجدة بالنخاع المستطيل).
يُوجد النظام خارج الهرمي في التشكل الشبكي للجسر والنخاع المستطيل، ويستهدف الأعصاب الحركية السفلية المشاركة في المنعكسات، والتنقل والحركات المعقدة، والتحكم الوضعي، ويتأثر هذا السبيل بدوره بأجزاء مختلفة من الجهاز العصبي المركزي مثل المسار السوداوي المخططي والعقد القاعدية والمخيخ والنوى الدهليزية وغيرها من مناطق حسية مختلفة في القشرة الدماغية. ويمكن اعتبار جميع هذه المكونات التنظيمية جزءًا من النظام خارج الهرمي، من حيث أنها تعدل النشاط الحركي دون أن تغذي الأعصاب الحركية مباشرة.
يشتمل النظام خارج الهرمي الأجزاء التالية:
- السبيل الحمراوي النخاعي
- التشكل الشبكي الجسري
- التشكل الشبكي النخاعي
- الجهاز الدهليزي النخاعي الجانبي
- السبيل السقفي النخاعي